# Slay the Spire
Slay the Spire é um jogo eletrônico roguelike desenvolvido pelo estúdio americano MegaCrit e publicado pela Humble Bundle. O jogo foi lançado pela primeira vez em acesso antecipado para Microsoft Windows, macOS e Linux no final de 2017, com o seu lançamento oficial ocorrendo em 23 de janeiro de 2019. Ele também foi lançado para PlayStation 4 em 21 de maio de 2019, para Nintendo Switch em 6 de junho de 2019, e para Xbox One em 14 de agosto de 2019. Versões para dispositivos móveis iOS
e Android foram lançadas em junho de 2020 e em fevereiro de 2021, respectivamente.

## Jogabilidade
Slay the Spire é uma combinação de jogabilidade roguelike com um jogo de cartas de construção de baralhos. No início de uma partida, o jogador seleciona um dos três personagens predeterminados, o que estabelece uma quantidade inicial de pontos de vida, ouro, uma relíquia inicial que fornece uma habilidade única para esses personagens e um baralho inicial com cartas básicas de ataque e defesa, fazendo com que as cartas codificadas por cores em potencial adaptam àquele personagem que eles verão através da partida. O objetivo é trabalhar com vários níveis de uma torre, cada nível tendo um número de possíveis encontros distribuídos em uma estrutura de ramificação com um personagem chefe no final do nível. Os encontros incluem monstros, fogueiras para recuperar ou atualizar cartas para versões mais poderosas, lojistas para comprar cards, relíquias e poções, bem como remover cartas do baralho, baús com pilhagem aleatória e encontros aleatórios baseados em escolhas.
O combate é jogado em turnos. A cada turno, o jogador recebe uma nova mão de cartas e três pontos de energia. O jogador pode jogar qualquer combinação de cartas, desde que tenha energia para pagar o custo de energia de cada carta, e no final do turno, todas as cartas não jogadas são enviadas para uma pilha de descarte. As cartas dos jogadores variam de acordo com o personagem, mas geralmente consistem em cartas de ataque para causar dano a oponentes, cartas de habilidade que buffam a si mesmas, desbuffam oponentes ou aumentam seu poder de bloqueio no turno e cartas de poder onde o efeito permanece em jogo até o final do combate. Cada oponente no campo irá telegrafar o movimento que eles farão: se eles atacarem e com quanto dano, se bloquearem, lançam uma magia para buffar a si mesmos ou desbuffar o jogador. Em alguns casos, o ataque do oponente ou as cartas do jogador podem adicionar cartas que não podem ser jogadas, representando condições de batalha como "Wounds no deck" do jogador. O jogador pode determinar a melhor estratégia para evitar receber qualquer dano depois de completar seu turno. Se a vida do jogador cair para zero, o jogo acaba e eles devem recomeçar a partir da parte inferior da torre. Caso contrário, se o jogador derrotar todos os monstros em um encontro, eles normalmente recebem ouro e a escolha de uma das três cartas selecionadas aleatoriamente para adicionar ao seu baralho, se desejado. Outras recompensas que podem ser obtidas de monstros ou outros encontros incluem relíquias que fornecem um bônus de personagem permanente durante a duração do jogo, como maior saúde máxima, pontos de energia adicionais, menores custos de lançamento e bloqueio automático e poções de uso único que pode ser usado durante qualquer turno sem nenhum custo para restaurar a saúde, buffar o jogador e desbuffar ou danificar o inimigo.
O jogo de construção de baralho exige que os jogadores desenvolvam uma estratégia para o seu baralho na hora, com base nas cartas que eles podem obter do saque e em sinergia com as relíquias que obtêm. Como outras cartas de baralho, muitas cartas fracas ou as cartas que não podem ser jogadas diluem o baralho do jogador, e o jogador deve decidir estrategicamente quais cartas são as mais adequadas para fazer o baralho ser eficaz, quando recusar cartas ou quando gastar dinheiro para remover cartas de modo a maximizar a força do baralho.
Slay the Spire apresenta aspectos de metagaming. Execuções concluídas ou com falha contribuem com pontos para desbloquear novos personagens ou novas relíquias e cartões que serão disponibilizados para o personagem específico. O modo de ascensão oferece vários desafios para o jogador, como escalar a torre com um personagem usando apenas sua relíquia inicial ou sem adicionar quaisquer cartas raras em seus baralhos. Um desafio diário dá aos jogadores uma chance única de chegar o mais alto possível na espiral em condições pré-definidas e uma semente fixa aleatória, de modo que cada jogador esteja começando do mesmo ponto e veja os mesmos encontros.